# Tim Williams (koszykarz)
Timothy Adonis Williams (ur. 6 listopada 1993 w Chicago) – amerykański koszykarz, występujący na pozycji silnego skrzydłowego, obecnie zawodnik Jelson Homes DMU Leicester Riders.
28 lipca 2018 został zawodnikiem Miasta Szkła Krosno. 26 października opuścił klub z powodu kontuzji doznanej podczas treningu, wystąpił w dwóch z dziesięciu sparingów.
30 stycznia 2019 podpisał umowę z brytyjski Jelson Homes DMU Leicester Riders.

## Osiągnięcia
Stan na 29 lipca 2018, na podstawie, o ile nie zaznaczono inaczej.
NCAA
- Uczestnik turnieju Portsmouth Invitational (2017)
- Najlepszy pierwszoroczny zawodnik konferencji Southern (SoCon – 2013)
- Zaliczony do:
  - I składu:
    - SoCon (2014)
    - najlepszych pierwszorocznych zawodników konferencji SoCon (2013)
    - turnieju The Wooden Legacy (2017)

  - II składu Mountain West (2016)
  - III składu:
    - Mountain West (2017)
    - SoCon (2013 przez media)
- Zawodnik tygodnia konferencji Mountain West (21.11.2016)
- Lider w skuteczności rzutów z gry konferencji[6]:
  - Southern (60,1% – 2014)
  - Mountain West (60,4% – 2016)

Klubowe
- Uczestnik rozgrywek FIBA Europe Cup (2017/2018)